# La Beauté du geste (film, 2010)
Pour les articles homonymes, voir La Beauté du geste.
Pour plus de détails, voir Fiche technique et Distribution.
La Beauté du geste (Please Give) est un film américain réalisé par Nicole Holofcener, sorti en 2010.

## Synopsis
Kate et son mari Alex alimentent leur commerce avec les meubles et objets de personnes décédées qu'ils achètent à bas prix auprès des héritiers. Ils attendent par ailleurs qu'Andra meure, leur voisine nonagénaire, pour pouvoir investir son appartement qu'ils ont de longtemps acquis en viager. Kate fuit sa mauvaise conscience en se montrant aussi prodigue à l'égard des mendiants du quartier qu'elle refuse de satisfaire les choix vestimentaires de sa fille Abby, une adolescente complexée. Alex fuit quant à lui la routine familiale et professionnelle avec la petite-fille d'Andra, Mary, une esthéticienne cynique et égocentrée qui est obnubilée par les apparences. Rebecca, qui cherche en vain l'âme sœur sur internet, se distingue de sa cadette Mary par un excessif souci d'autrui et travaille comme technicienne dans un l'hôpital où elle enchaîne les mammographies.

## Fiche technique
| Les actrices principales Catherine Keener, Amanda Peet et Rebecca Hall à la première du film à la Berlinale 2010. |  | Les actrices principales Catherine Keener, Amanda Peet et Rebecca Hall à la première du film à la Berlinale 2010. |  | Les actrices principales Catherine Keener, Amanda Peet et Rebecca Hall à la première du film à la Berlinale 2010. |
| Les actrices principales Catherine Keener, Amanda Peet et Rebecca Hall à la première du film à la Berlinale 2010. |  | |  | |

- Titre français : La Beauté du geste
- Titre original : Please Give
- Réalisation : Nicole Holofcener
- Scénario : Nicole Holofcener
- Musique : Tim LeFebvre & Marcelo Zarvos (en)
- Photographie : Yaron Orbach
- Montage : Robert Frazen (en)
- Production : Anthony Bregman
- Sociétés de production : Likely Story et Feelin' Guilty
- Sociétés de distribution : Sony Pictures Classics
- Pays :  États-Unis
- Langue : Anglais
- Format : 2.35:1 - 16 mm - Couleur - Son Dolby Digital • SDDS
- Genre : Comédie dramatique
- Durée : 90 min
- Dates de sortie en salles : 
  -  22 janvier 2010 (première au Festival de Sundance)
  -  30 avril 2010 (sortie limitée)
- Date de sortie en vidéo :  1er décembre 2010 (DVD)[1]

## Distribution
- Rebecca Hall (VF : Élisabeth Ventura) : Rebecca
- Catherine Keener (VF : Déborah Perret) : Kate
- Oliver Platt (VF : Jean-Loup Horwitz) : Alex
- Amanda Peet (VF : Laura Blanc) : Mary
- Sarah Steele : Abby
- Ann Morgan Guilbert (VF : Francette Vernillat) : Andra
- Thomas Ian Nicholas (VF : Damien Witecka) : Eugene
- Lois Smith (VF : Monique Thierry) : Mme Portman
- Josh Pais : Adam
- Amy Wright (VF : Catherine Privat) : Erin